# Walerija Olegowna Oljanowskaja
Walerija Olegowna Oljanowskaja (russisch Валерия Олеговна Оляновская, engl. Transkription Valeriia Olianovskaia; * 12. März 2001 in Moskau) ist eine russische Tennisspielerin, die seit 2024 für Polen spielt.

## Karriere
Oljanowskaja begann mit fünf Jahren mit Tennisspielen und bevorzugt Sandplätze. Sie spielt überwiegend Turniere auf der ITF Women’s World Tennis Tour, wo sie bislang zwei Einzel- und einen Doppeltitel gewann.
2019 gewann sie mit ihrer Schwester Nina das J1 Kasan im Damendoppel.
Ihr Debüt auf der WTA Tour machte sie im Juli 2021, als sie eine Wildcard für das Hauptfeld im Dameneinzel bei den BNP Paribas Poland Open erhielt. Sie unterlag aber bereits in der ersten Runde Anna Bondár mit 5:7 und 3:6.

## Turniersiege

### Einzel
| Nr. | Datum           | Turnier   | Kategorie | Belag | Finalgegnerin     | Ergebnis |
| --- | --------------- | --------- | --------- | ----- | ----------------- | -------- |
| 1.  | 26. Januar 2020 | Antalya   | ITF W15   | Sand  | Silvia Njirić     | 6:0, 6:2 |
| 2.  | 21. August 2022 | Bydgoszcz | ITF W15   | Sand  | Linda Klimovičová | 6:3, 6:1 |

### Doppel
| Nr. | Datum         | Turnier | Kategorie | Belag | Partnerin                | Finalgegnerin               | Ergebnis         |
| --- | ------------- | ------- | --------- | ----- | ------------------------ | --------------------------- | ---------------- |
| 1.  | 25. Juni 2022 | Alkmaar | ITF W15   | Sand  | Stefania Rogozińska Dzik | Chiara Scholl Lexie Stevens | 6:3, 5:7, [10:6] |